# Joueur du mois du championnat d'Espagne de football

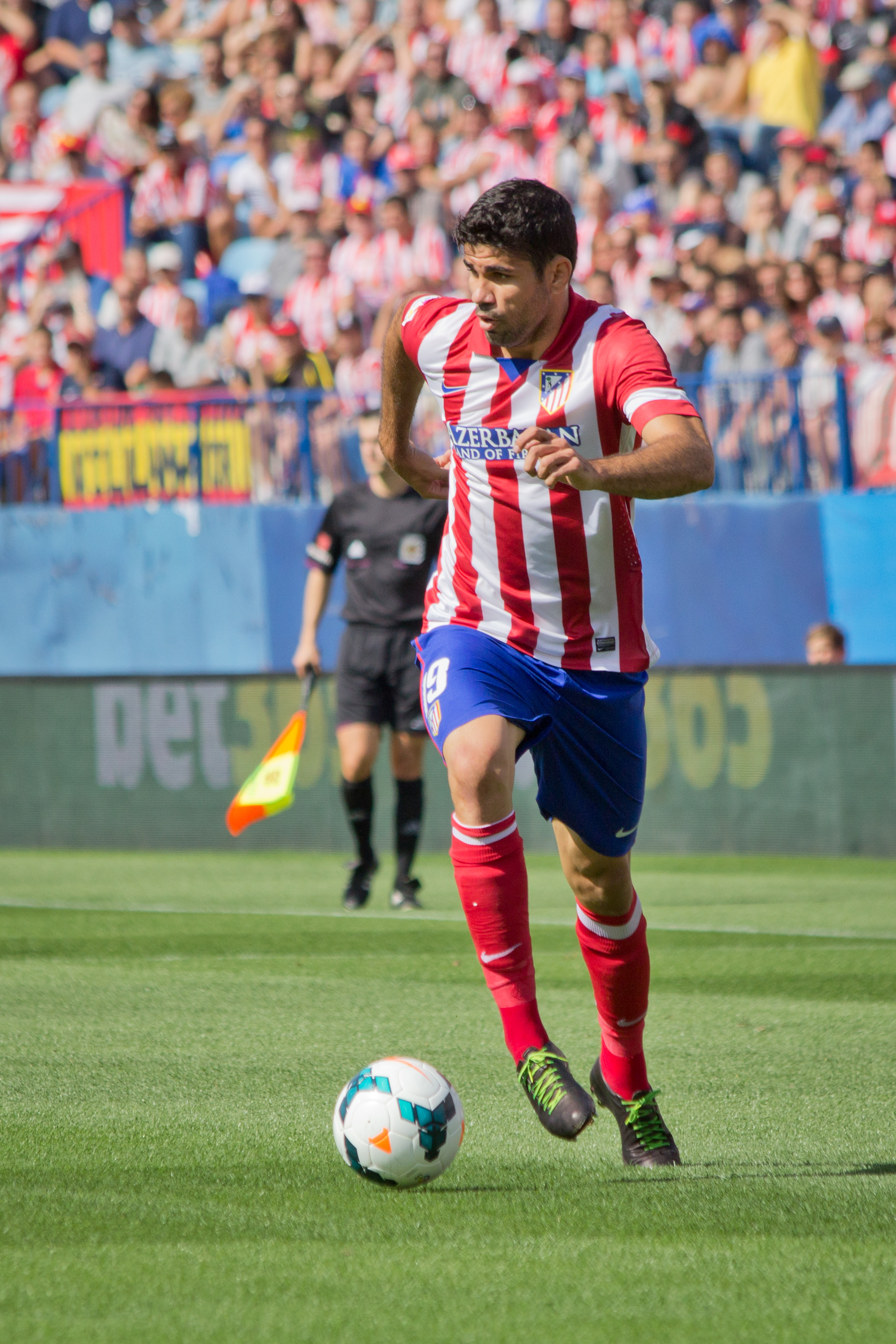
Diego Costa, joueur brésilien premier lauréat du prix en septembre 2013.

Le trophée du joueur du mois du Championnat d'Espagne de football (Mejor Jugador de Liga del mes) est une récompense attribuée chaque mois au meilleur joueur du Championnat d'Espagne depuis la saison 2013-2014. Le vainqueur, désigné la première semaine du mois suivant, est habituellement désigné par le sponsor du championnat qui est actuellement Santander.

## Liga

### Palmarès
Le palmarès du joueur du mois de Liga s'établit comme suit.
| Mois      | Joueur            | Équipe                 |
| --------- | ----------------- | ---------------------- |
| Septembre | Diego Costa       | Atlético de Madrid     |
| Octobre   | Koke              | Atlético de Madrid (2) |
| Novembre  | Cristiano Ronaldo | Real Madrid            |
| Décembre  | Carlos Vela       | Real Sociedad          |
| Janvier   | Ivan Rakitić      | Séville FC             |
| Février   | Rafinha           | Celta Vigo             |
| Mars      | Keylor Navas      | Levante UD             |
| Avril     | Diego Godín       | Atlético de Madrid (3) |
| Mai       | Diego Godín (2)   | Atlético de Madrid (4) |

| Mois      | Joueur                | Équipe                 |
| --------- | --------------------- | ---------------------- |
| Septembre | Nolito                | Celta Vigo (2)         |
| Octobre   | Karim Benzema         | Real Madrid (2)        |
| Novembre  | Carlos Vela (2)       | Real Sociedad (2)      |
| Décembre  | Luciano Vietto        | Villarreal CF          |
| Janvier   | Antoine Griezmann     | Atlético de Madrid (5) |
| Février   | Alberto Bueno         | Rayo Vallecano         |
| Mars      | Vitolo                | Séville FC (2)         |
| Avril     | Antoine Griezmann (2) | Atlético de Madrid (6) |
| Mai       | Cristiano Ronaldo (2) | Real Madrid (3)        |

| Mois      | Joueur       | Équipe                 |
| --------- | ------------ | ---------------------- |
| Septembre | Nolito (2)   | Celta Vigo (3)         |
| Octobre   | Borja Bastón | SD Eibar               |
| Novembre  | Neymar       | FC Barcelone           |
| Décembre  | Lucas Pérez  | Deportivo La Corogne   |
| Janvier   | Lionel Messi | FC Barcelone (2)       |
| Février   | Miku         | Rayo Vallecano (2)     |
| Mars      | Aritz Aduriz | Athletic Club          |
| Avril     | Koke (2)     | Atlético de Madrid (7) |
| Mai       | Luis Suárez  | FC Barcelone (3)       |

| Mois      | Joueur                | Équipe                   |
| --------- | --------------------- | ------------------------ |
| Août      | Jon Ander Serantes    | CD Leganés               |
| Septembre | Antoine Griezmann(3)  | Atlético de Madrid (8)   |
| Octobre   | Iago Aspas            | Celta Vigo (4)           |
| Novembre  | Diego López           | Espanyol Barcelone       |
| Décembre  | Florin Andone         | Deportivo La Corogne (2) |
| Janvier   | Steven Nzonzi         | Séville FC (3)           |
| Février   | Sergi Enrich          | SD Eibar (2)             |
| Mars      | Antoine Griezmann(4)  | Atlético de Madrid (9)   |
| Avril     | Lionel Messi (2)      | FC Barcelone (4)         |
| Mai       | Cristiano Ronaldo (3) | Real Madrid (4)          |

| Mois      | Joueur                | Équipe                  |
| --------- | --------------------- | ----------------------- |
| Septembre | Simone Zaza           | Valence CF              |
| Octobre   | Cédric Bakambu        | Villarreal CF (2)       |
| Novembre  | Iago Aspas(2)         | Celta Vigo (5)          |
| Décembre  | Luis Suarez (2)       | FC Barcelone (5)        |
| Janvier   | Aritz Aduriz (2)      | Athletic Club (2)       |
| Février   | Antoine Griezmann (5) | Atlético de Madrid (10) |
| Mars      | Rodrigo               | Valence CF (2)          |
| Avril     | Lionel Messi (3)      | FC Barcelone (6)        |

| Mois      | Joueur                | Équipe                  |
| --------- | --------------------- | ----------------------- |
| Septembre | Lionel Messi(4)       | FC Barcelone (7)        |
| Octobre   | Luis Suarez(3)        | FC Barcelone (8)        |
| Novembre  | Tomáš Vaclík          | Séville FC (4)          |
| Décembre  | Antoine Griezmann (6) | Atlético de Madrid (11) |
| Janvier   | Iñaki Williams        | Athletic Club (3)       |
| Février   | Jaime Mata            | Getafe CF               |
| Mars      | Lionel Messi (5)      | FC Barcelone (9)        |
| Avril     | Iago Aspas(3)         | Celta Vigo (6)          |

| Mois      | Joueur            | Équipe            |
| --------- | ----------------- | ----------------- |
| Septembre | Martin Ødegaard   | Real Sociedad (3) |
| Octobre   | Karl Toko-Ekambi  | Villarreal (3)    |
| Novembre  | Lionel Messi (6)  | FC Barcelone (10) |
| Décembre  | Luis Suarez (4)   | FC Barcelone (11) |
| Janvier   | Thibaut Courtois  | Real Madrid (5)   |
| Février   | Lionel Messi (7)  | FC Barcelone (12) |
| Juin      | Karim Benzema (2) | Real Madrid (6)   |

| Mois      | Joueur            | Équipe                  |
| --------- | ----------------- | ----------------------- |
| Septembre | Ansu Fati         | FC Barcelone (13)       |
| Octobre   | Mikel Oyarzabal   | Real Sociedad (4)       |
| Novembre  | João Félix        | Atlético de Madrid (12) |
| Décembre  | Iago Aspas (4)    | Celta Vigo (7)          |
| Janvier   | Youssef En-Nesyri | Séville FC (5)          |
| Février   | Lionel Messi (8)  | FC Barcelone (14)       |
| Mars      | Karim Benzema (3) | Real Madrid (7)         |
| Avril     | Fernando          | Séville FC (6)          |
| Mai       | Jan Oblak         | Atlético de Madrid (13) |

| Mois      | Joueur               | Équipe                  |
| --------- | -------------------- | ----------------------- |
| Septembre | Karim Benzema (4)    | Real Madrid (8)         |
| Octobre   | Robin Le Normand     | Real Sociedad (5)       |
| Novembre  | Vinícius Júnior      | Real Madrid (9)         |
| Décembre  | Juanmi               | Betis Séville           |
| Janvier   | Ángel Correa         | Atlético de Madrid (14) |
| Février   | Thibaut Courtois (2) | Real Madrid (10)        |
| Mars      | João Félix (2)       | Atlético de Madrid (15) |
| Avril     | Karim Benzema (5)    | Real Madrid (11)        |
| Mai       | Vedat Muriqi         | RCD Majorque            |

| Mois              | Joueur                | Équipe                  |
| ----------------- | --------------------- | ----------------------- |
| Août              | Borja Iglesias        | Betis Séville (2)       |
| Septembre         | Federico Valverde     | Real Madrid (12)        |
| Octobre           | Robert Lewandowski    | FC Barcelone (15)       |
| Novembre/Decembre | non attribué          | non attribué            |
| Janvier           | Alexander Sørloth     | Real Sociedad (6)       |
| Février           | Gabri Veiga           | Celta de Vigo (8)       |
| Mars              | Antoine Griezmann(7)  | Atlético de Madrid (16) |
| Avril             | Youssef En-Nesyri (2) | Séville FC (7)          |

| Mois      | Joueur                 | Équipe                  |
| --------- | ---------------------- | ----------------------- |
| Août      | Jude Bellingham        | Real Madrid (13)        |
| Septembre | Takefusa Kubo          | Real Sociedad (7)       |
| Octobre   | Jude Bellingham (2)    | Real Madrid (14)        |
| Novembre  | Antoine Griezmann (8)  | Atlético de Madrid (17) |
| Décembre  | Artem Dovbyk           | Girona FC               |
| Janvier   | Kirian Rodríguez (en)  | Las Palmas              |
| Février   | Robert Lewandowski (2) | FC Barcelone (16)       |
| Mars      | Vinícius Júnior (2)    | Real Madrid (15)        |
| Avril     | Isco                   | Real Betis (3)          |

| Mois      | Joueur                 | Équipe            |
| --------- | ---------------------- | ----------------- |
| Août      | Raphinha               | FC Barcelone (17) |
| Septembre | Lamine Yamal           | FC Barcelone (18) |
| Octobre   | Robert Lewandowski (3) | FC Barcelone (19) |
| Novembre  | Vinícius Júnior (3)    | Real Madrid (16)  |
| Décembre  | Jude Bellingham (3)    | Real Madrid (17)  |
| Janvier   | Kylian Mbappé          | Real Madrid (18)  |
| Février   | Oihan Sancet           | Athletic Club (4) |
| Mars      | Isco (2)               | Real Betis (4)    |
| Avril     | Pedri                  | FC Barcelone (20) |

### Statistiques
| Joueur | Victoires |
| --- | --------- |
| Lionel Messi Antoine Griezmann | 8         |
| Karim Benzema | 5         |
| Luis Suárez Iago Aspas | 4         |
| Cristiano Ronaldo Robert Lewandowski Vinícius Júnior Jude Bellingham | 3         |
| Carlos Vela Diego Godín Nolito Koke Aritz Aduriz Thibaut Courtois João Félix Youssef En-Nesyri Isco | 2         |
| Diego Costa Ivan Rakitić Rafinha Keylor Navas Luciano Vietto Alberto Bueno Vitolo Borja Bastón Neymar Lucas Pérez Miku Simone Zaza Jon Ander Serantes Diego López Florin Andone Steven Nzonzi Sergi Enrich Cédric Bakambu Tomáš Vaclík Rodrigo Iñaki Williams Jaime Mata Martin Ødegaard Karl Toko-Ekambi Ansu Fati Mikel Oyarzabal Fernando Jan Oblak Robin Le Normand Juanmi Borja Iglesias Vedat Muriqi Federico Valverde Gabri Veiga Takefusa Kubo Artem Dovbyk Kirian Rodríguez (en) Raphinha Lamine Yamal Kylian Mbappé Oihan Sancet Pedri | 1         |

| Club                                                                                 | Victoires |
| ------------------------------------------------------------------------------------ | --------- |
| FC Barcelone                                                                         | 20        |
| Real Madrid                                                                          | 18        |
| Atlético de Madrid                                                                   | 17        |
| Celta Vigo                                                                           | 8         |
| Séville FC Real Sociedad                                                             | 7         |
| Athletic Club Betis Séville                                                          | 4         |
| Villarreal CF                                                                        | 3         |
| Rayo Vallecano Deportivo La Corogne SD Eibar Valence CF                              | 2         |
| Levante UD CD Leganés Espanyol Barcelone Getafe CF RCD Majorque Girona FC Las Palmas | 1         |

| Pays                                                                                                  | Victoires |
| --- | --------- |
| Espagne                                                                                               | 32        |
| France                                                                                                | 15        |
| Argentine                                                                                             | 10        |
| Brésil                                                                                                | 8         |
| Uruguay                                                                                               | 7         |
| Portugal                                                                                              | 6         |
| Pologne Angleterre                                                                                    | 3         |
| Mexique Belgique Norvège Maroc                                                                        | 2         |
| Croatie Costa Rica Venezuela Roumanie Italie RD Congo Tchéquie Cameroun Slovénie Kosovo Japon Ukraine | 1         |

## Segunda División

### Palmarès
Le palmarès du joueur du mois de Segunda División s'établit comme suit.
| Sommaire                                      |
| --------------------------------------------- |
| 2013-2014 • 2014-2015 • 2015-2016 • 2016-2017 |

| Mois      | Joueur            | Équipe               |
| --------- | ----------------- | -------------------- |
| Septembre | Stefan Šćepović   | Sporting Gijón       |
| Octobre   | Manuel Arana      | Recreativo de Huelva |
| Novembre  | Borja Viguera     | Deportivo Alavés     |
| Décembre  | José Luis Morales | SD Eibar             |
| Janvier   | Roger Martí       | Real Saragosse       |
| Février   | Jota              | SD Eibar (2)         |
| Mars      | Ayoze Pérez       | CD Tenerife          |
| Avril     | Ayoze Pérez (2)   | CD Tenerife (2)      |
| Mai       | Kike              | Real Murcie          |

| Mois      | Joueur             | Équipe               |
| --------- | ------------------ | -------------------- |
| Septembre | Sergio Araujo      | UD Las Palmas        |
| Octobre   | Marco Asensio      | RCD Majorque         |
| Novembre  | Sergi Enrich       | CD Numancia          |
| Décembre  | Óscar González     | Real Valladolid      |
| Janvier   | Roque Mesa         | UD Las Palmas (2)    |
| Février   | Chuli (en)         | CD Leganés           |
| Mars      | Manu Barreiro (en) | Deportivo Alavés (2) |
| Avril     | René Román (en)    | UE Llagostera        |
| Mai       | Jonathan Viera     | UD Las Palmas (3)    |

| Mois      | Joueur                | Équipe                     |
| --------- | --------------------- | -------------------------- |
| Septembre | Sergio León           | Elche CF                   |
| Octobre   | Florin Andone         | Córdoba CF                 |
| Novembre  | Óscar Plano           | AD Alcorcón                |
| Décembre  | Juan Villar           | Real Valladolid (2)        |
| Janvier   | Alexander Szymanowski | CD Leganés (2)             |
| Février   | José Naranjo          | Gimnàstic de Tarragone     |
| Mars      | Achille Emana         | Gimnàstic de Tarragone (2) |
| Avril     | Isaac Becerra         | Girona FC                  |
| Mai       | Manu García           | Deportivo Alavés (3)       |
| Juin      | Mikel Merino          | CA Osasuna                 |

| Mois      | Joueur              | Équipe             |
| --------- | ------------------- | ------------------ |
| Août      | Ángel               | Real Saragosse (2) |
| Septembre | Joselu              | CD Lugo            |
| Octobre   | Brandon             | RCD Majorque (2)   |
| Novembre  | Pablo Valcarce (en) | CD Numancia (2)    |
| Décembre  | Alfredo Ortuño (en) | Cádiz CF           |
| Janvier   | Toché               | Real Oviedo        |
| Février   | Roger Martí (2)     | Levante UD         |
| Mars      | Quique González     | UD Almería         |
| Avril     | Jorge Molina        | Getafe CF          |
| Mai       |                     |                    |

### Statistiques
| Joueur | Victoires |
| --- | --------- |
| Ayoze Pérez Roger Martí | 2         |
| Stefan Šćepović Manuel Arana Borja Viguera José Luis Morales Jota Kike Sergio Araujo Marco Asensio Sergi Enrich Óscar González Roque Mesa Chuli (en) Manu Barreiro (en) René Román (en) Jonathan Viera Sergio León Florin Andone Óscar Plano Juan Villar Szymanowski José Naranjo Achille Emana Isaac Becerra Manu García Mikel Merino Ángel Joselu Brandon Pablo Valcarce (en) Alfredo Ortuño (en) Toché Quique González Jorge Molina | 1         |

| Club | Victoires |
| --- | --------- |
| UD Las Palmas Deportivo Alavés | 3         |
| SD Eibar CD Tenerife Real Valladolid CD Leganés Gimnàstic de Tarragone Real Saragosse RCD Majorque CD Numancia                                                                  | 2         |
| Sporting Gijón Recreativo de Huelva Real Murcie UE Llagostera Elche CF Córdoba CF AD Alcorcón Girona FC CA Osasuna CD Lugo Cádiz CF Real Oviedo Levante UD UD Almería Getafe CF | 1         |

| Pays                     | Victoires |
| ------------------------ | --------- |
| Espagne                  | 32        |
| Argentine                | 2         |
| Serbie Roumanie Cameroun | 1         |